# Чемпіонат світу з легкої атлетики серед юніорів 1990
Чемпіонат світу з легкої атлетики серед юніорів 1990 був проведений 8-12 серпня в Пловдиві на «Стадіоні 9 вересня».

## Призери

### Юніори
| Дисципліни                | Золото                                                      | Золото      | Срібло                                                                                          | Срібло      | Бронза                                                                                     | Бронза   |
| ------------------------- | ----------------------------------------------------------- | ----------- | ----------------------------------------------------------------------------------------------- | ----------- | ------------------------------------------------------------------------------------------ | -------- |
| 100 метрів                | Девідсон Езінва Нігерія                                     | 10,17 CR    | Джейсон Лівінгстоун Велика Британія                                                             | 10,25       | Родні Бріджес США                                                                          | 10,37    |
| 200 метрів                | Олександр Горемикін СРСР                                    | 20,47 CR    | Девідсон Езінва Нігерія                                                                         | 20,7587     | Джеймс Столлворт США                                                                       | 20,81    |
| 400 метрів                | Кріс Нелломс США                                            | 45,43 CR    | Ріко Лідер НДР                                                                                  | 46,28       | Марк Річардсон Велика Британія                                                             | 46,33    |
| 800 метрів                | Деста Асгедом Ефіопія                                       | 1.46,35 CR  | Джона Бірір Кенія                                                                               | 1.46,61     | Норберто Тельєс Куба                                                                       | 1.47,33  |
| 1500 метрів               | Мозес Кіптануї Кенія                                        | 3.38,32 CR  | Алемаєху Роба Ефіопія                                                                           | 3.41,71     | Деста Асгедом Ефіопія                                                                      | 3.43,38  |
| 5000 метрів               | Фіта Баїсса Ефіопія                                         | 13.42,59 CR | Абрехам Ассефа Ефіопія                                                                          | 13.44,63    | Франческо Беннічі Італія                                                                   | 13.47,10 |
| 10000 метрів              | Річард Челімо Кенія                                         | 28.18,57 CR | Ісмаель Кіруї Кенія                                                                             | 28.40,77 CR | Джума Нінга Танзанія                                                                       | 28.41,90 |
| 20 кілометрів (шосе)      | Космас Ндеті Кенія                                          | 59.42       | Джума Нінга Танзанія                                                                            | 1:00.30     | Дагане Дабела Ефіопія                                                                      | 1:01.02  |
| 110 метрів з бар'єрами    | Антті Хаапакоскі Фінляндія                                  | 13,74       | Алексіс Санчес Куба                                                                             | 13,75       | Кайл Вандер-Кейп Австралія                                                                 | 13,85    |
| 400 метрів з бар'єрами    | Роан Робінсон США                                           | 49,73       | Сайто Йосіхіко Японія                                                                           | 49,99       | Олександр Бєліков СРСР                                                                     | 50,22    |
| 3000 метрів з перешкодами | Меттью Бірір Кенія                                          | 8.31,02 CR  | Франсіско Мунуера Іспанія                                                                       | 8.41,03     | Сімеон Роно Кенія                                                                          | 8.42,05  |
| 4×100 метрів              | СШАКріс Нелломс Родні Бріджес Реджі Гарріс Джеймс Столлворт | 39,13 CR    | СРСРСергій Іншаков Костянтин Громадський Віталій Семенов Олександр Горемикін                    | 39,58       | НігеріяІнносент Асонзе Девідсон Езінва Ннамді Анусім Осмонд Езінва                         | 39,68    |
| 4×400 метрів              | СШАДерек Міллс Марвін Семюелс Реджі Гарріс Кріс Нелломс     | 3.02,26     | Велика БританіяДевід Гріндлі Едріен Патрік Крейг Вінроу Марк Річардсон Джеймс Стівенсон (забіг) | 3.03,80     | АвстраліяМеттью Бермейстер Роан Робінсон Саймон Голлнгсворт Пол Грін Ендрю Берсілл (забіг) | 3.05,51  |
| Ходьба 10000 метрів       | Ілля Марков СРСР                                            | 39.55,52    | Альберто Крус Мексика                                                                           | 39.56,49    | Джефферсон Перес Еквадор                                                                   | 40.08,23 |
| Стрибки у висоту          | Драгутін Топич Югославія                                    | 2,37 WJR    | Тім Форсайт Австралія                                                                           | 2,29        | Стеван Зорич Югославія                                                                     | 2,26     |
| Стрибки з жердиною        | Жан Гальфйон Франція                                        | 5,45        | Дмитро Куркулін СРСР                                                                            | 5,40        | Мирослав Дуков Болгарія                                                                    | 5,40     |
| Стрибки у довжину         | Джеймс Столлворт США                                        | 8,12 CR     | Дайон Бентлі США                                                                                | 8,05        | Карім Стріт-Томпсон Кайманові Острови                                                      | 7,94     |
| Потрійний стрибок         | Сергій Биков СРСР                                           | 16,98 CR    | Йоельбі Кесада Куба                                                                             | 16,62       | Ніколай Раєв Болгарія                                                                      | 16,22    |
| Штовхання ядра            | Віктор Булат СРСР                                           | 19,21 CR    | Се Шенін КНР                                                                                    | 18,57       | Юрій Іванов СРСР                                                                           | 18,13    |
| Метання диска             | Іліан Ілієв Болгарія                                        | 58,28       | Франк Бісет Куба                                                                                | 57,10       | Ян Енгельманн НДР                                                                          | 56,82    |
| Метання молота            | Томмі Віскарі Фінляндія                                     | 73,88       | Даріуш Трафас Польща                                                                            | 72,76       | Яркко Хеймонен Фінляндія                                                                   | 72,30    |
| Метання списа             | Андрій Дебелий СРСР                                         | 70,60       | Саввас Сарітцоглу Греція                                                                        | 70,32       | Андрій Будикін СРСР                                                                        | 69,36    |
| Десятиборство             | Ерік Кайзер ФРН                                             | 7762        | Яркко Фінні Фінляндія                                                                           | 7698        | Девід Бінем Велика Британія                                                                | 7488     |

### Юніорки
| Дисципліни             | Золото                                                               | Золото      | Срібло                                                                           | Срібло   | Бронза                                                                            | Бронза   |
| ---------------------- | -------------------------------------------------------------------- | ----------- | -------------------------------------------------------------------------------- | -------- | --------------------------------------------------------------------------------- | -------- |
| 100 метрів             | Андреа Філіпп НДР                                                    | 11,36       | Ніколь Мітчелл Ямайка                                                            | 11,47    | Лукресія Жардін Португалія                                                        | 11,52    |
| 200 метрів             | Даян Сміт Велика Британія                                            | 23,10 CR    | Зандра Фейгін США                                                                | 23,13    | Лукресія Жардін Португалія                                                        | 23,26    |
| 400 метрів             | Фатіма Юсуф Нігерія                                                  | 50,62 CR    | Чаріті Опара Нігерія                                                             | 51,28    | Мануела Дерр НДР                                                                  | 51,95    |
| 800 метрів             | Лю Лі КНР                                                            | 2.03,65     | Магдалена Неделку Румунія                                                        | 2.04,52  | Ауріка Реуцу Румунія                                                              | 2.04,78  |
| 1500 метрів            | Цюй Юнься КНР                                                        | 4.13,67     | Клаудія Бортой Румунія                                                           | 4.14,19  | Малін Еверлеф Швеція                                                              | 4.14,61  |
| 3000 метрів            | Сімона Стайку Румунія                                                | 9.09,57     | Лю Шисян КНР                                                                     | 9.10,54  | Мацумото Хацумі Японія                                                            | 9.11,92  |
| 10000 метрів           | Дерарту Тулу Ефіопія                                                 | 32.56,26    | Ота Ріка Японія                                                                  | 33.06,85 | Лідія Черомеї Кенія                                                               | 33.20,83 |
| 100 метрів з бар'єрами | Джилліан Расселл Ямайка                                              | 13,31       | Кері Меддокс Велика Британія                                                     | 13,38    | Ілька Реніш НДР                                                                   | 13,41    |
| 400 метрів з бар'єрами | Неллі Воронкова СРСР                                                 | 55,84 CR    | Мар'яна Лужар Югославія                                                          | 56,74    | Омоладе Акінремі Нігерія                                                          | 56,97    |
| 4×100 метрів           | ЯмайкаДжилліан Расселл Револі Кемпбелл Мерлін Фрейзер Ніколь Мітчелл | 43,82       | Велика БританіяАннабель Соупер Даян Сміт Донна Фрейзер Кетрін Меррі              | 44,16    | СШАМоніфа Тейлор Тіша Пратер Анджела Бернем Зандра Фейгін Джуліана Ендорк (забіг) | 44,50    |
| 4×400 метрів           | АвстраліяСофі Скампс Рене Петчка Кайлі Геніган Сью Ендрюс            | 3.30,38     | ЯмайкаКлодін Вільямс Вінсом Коул Інес Тернер Кетрін Скотт Марджорі Бейлі (забіг) | 3.31,09  | КубаЙохані Касанова Хулія Дюпорті Одальміс Лімонта Ненсі Мак-Леон                 | 3.31,81  |
| Ходьба 5000 метрів     | Сусана Фейтор Португалія                                             | 21.44,30 CR | Тетяна Щасна СРСР                                                                | 22.28,74 | Сімоне Тюст НДР                                                                   | 22.44,65 |
| Стрибки у висоту       | Світлана Лаврова СРСР                                                | 1,91        | Катя Кілпі Фінляндія                                                             | 1,88     | Лі Хаггетт Велика Британія                                                        | 1,88     |
| Стрибки у довжину      | Іва Пранджева Болгарія                                               | 6,53        | Еріка Йоханссон Швеція                                                           | 6,50     | Сандрін Еннар Бельгія                                                             | 6,49     |
| Штовхання ядра         | Цю Цяопін КНР                                                        | 18,20       | Лі Сяоюнь КНР                                                                    | 17,74    | Хайке Хопфер НДР                                                                  | 17,27    |
| Метання диска          | Наталія Каптюх СРСР                                                  | 61,44       | Лайза-Мері Візаньярі Австралія                                                   | 60,44    | Аня Гюндлер НДР                                                                   | 59,30    |
| Метання списа          | Таня Дамаске НДР                                                     | 61,06       | Оксана Овчиннікова СРСР                                                          | 57,26    | Менді Лівертон Велика Британія                                                    | 56,98    |
| Семиборство            | Беатріс Мау НДР                                                      | 6166        | Ріта Інанчі Угорщина                                                             | 5940     | Джоанн Генрі Нова Зеландія                                                        | 5728     |

## Медальний залік
| Місце               | Країна              | Золото | Срібло | Бронза | Загалом |
| ------------------- | ------------------- | ------ | ------ | ------ | ------- |
| 1                   | СРСР                | 8      | 4      | 3      | 15      |
| 2                   | США                 | 4      | 2      | 3      | 9       |
| 3                   | Кенія               | 4      | 2      | 2      | 8       |
| 4                   | КНР                 | 3      | 3      | 0      | 6       |
| 5                   | Ефіопія             | 3      | 2      | 2      | 7       |
| 6                   | НДР                 | 3      | 1      | 6      | 10      |
| 7                   | Австралія           | 2      | 2      | 2      | 6       |
| 7                   | Нігерія             | 2      | 2      | 2      | 6       |
| 9                   | Фінляндія           | 2      | 2      | 1      | 5       |
| 10                  | Ямайка              | 2      | 2      | 0      | 4       |
| 11                  | Болгарія            | 2      | 0      | 2      | 4       |
| 12                  | Велика Британія     | 1      | 4      | 4      | 9       |
| 13                  | Румунія             | 1      | 2      | 1      | 4       |
| 14                  | Югославія           | 1      | 1      | 1      | 3       |
| 15                  | Португалія          | 1      | 0      | 2      | 3       |
| 16                  | ФРН                 | 1      | 0      | 0      | 1       |
| 16                  | Франція             | 1      | 0      | 0      | 1       |
| 18                  | Куба                | 0      | 3      | 2      | 5       |
| 19                  | Японія              | 0      | 2      | 1      | 3       |
| 20                  | Танзанія            | 0      | 1      | 1      | 2       |
| 20                  | Швеція              | 0      | 1      | 1      | 2       |
| 22                  | Іспанія             | 0      | 1      | 0      | 1       |
| 22                  | Греція              | 0      | 1      | 0      | 1       |
| 22                  | Мексика             | 0      | 1      | 0      | 1       |
| 22                  | Польща              | 0      | 1      | 0      | 1       |
| 22                  | Угорщина            | 0      | 1      | 0      | 1       |
| 27                  | Італія              | 0      | 0      | 1      | 1       |
| 27                  | Бельгія             | 0      | 0      | 1      | 1       |
| 27                  | Еквадор             | 0      | 0      | 1      | 1       |
| 27                  | Кайманові Острови   | 0      | 0      | 1      | 1       |
| 27                  | Нова Зеландія       | 0      | 0      | 1      | 1       |
| Загалом (31 збірна) | Загалом (31 збірна) | 41     | 41     | 41     | 123     |

## Українці на чемпіонаті
У складі збірної СРСР на чемпіонаті світу взяли участь 14 легкоатлетів, які представляли Українську РСР.
| Юніори (8) | Юніори (8)            | Юніори (8)    | Юніори (8)       |
| Місце      | Атлет                 | Дисципліна    | Результат        |
| ---------- | --------------------- | ------------- | ---------------- |
| 1          | Сергій Биков          | потрійний     | 16,98            |
| 1          | Андрій Дебелий        | молот         | 70,60            |
| 2          | Костянтин Громадський | 4×100 м       | 39,58 (39,53)[a] |
|            | Олександр Ангелов     | 4×400 м       | 3.05,60          |
|            | Антон Елланський      | диск          | 56,56            |
|            | Віталій Колпаков      | десятиборство | 7384             |
| пф         | Костянтин Громадський | 100 м         | 10,65 (10,60)[a] |
| пф         | Дмитро Колесниченко   | 110 м з/б     | 14,28            |
| заб        | Олександр Ангелов     | 400 м         | 47,78            |
| заб        | Юрій Татарчук         | 800 м         | 1.50,98          |

| Юніорки (6) | Юніорки (6)        | Юніорки (6) | Юніорки (6) |
| Місце       | Атлетка            | Дисципліна  | Результат   |
| ----------- | ------------------ | ----------- | ----------- |
|             | Наталія Снига      | 4×400 м     | 3.33,33     |
|             | Ганна Шилофост     | ядро        | 16,66       |
|             | Катерина Шищенко   | ядро        | 16,05       |
|             | Жанна Будиловська  | семиборство | 5456        |
|             | Олена Алістратенко | 100 м з/б   | 13,73       |
| пф          | Наталія Снига      | 400 м       | 54,17       |
| кв          | Вікторія Вершиніна | довжина     | 5,76        |

a  У дужках вказаний більш високий результат, що був показаний на попередній стадії змагань (у забігу чи кваліфікації).